# جلفطة

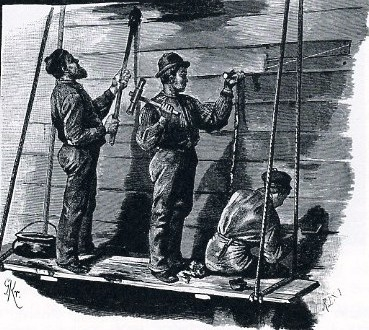
رسم تخيلي لعملية جلفطة

الجلفطة (ملاحظة 1) أو القِلاَفَةُ وهي حِرفةُ مَن يَخزِز أَلواحَ السُّفُن ويجعل في خَلَلِها القار كما ورد في المعجم الوسيط  هي عملية سد الشقوق وذلك بمادة كيميائية كتيمة. 
من المواد شائعة الاستخدام في الجلفطة كل من القار (القطران) و الزفت، والتي تستخدم بشكل خاص في ملء وسد الشقوق في السفن في الماضي، نظراً لخواصها الصادة للماء. حديثاً تستخدم البوليمرات مثل السيليكونات لأداء عمليات الجلفطة في المنازل.

## معرض صور

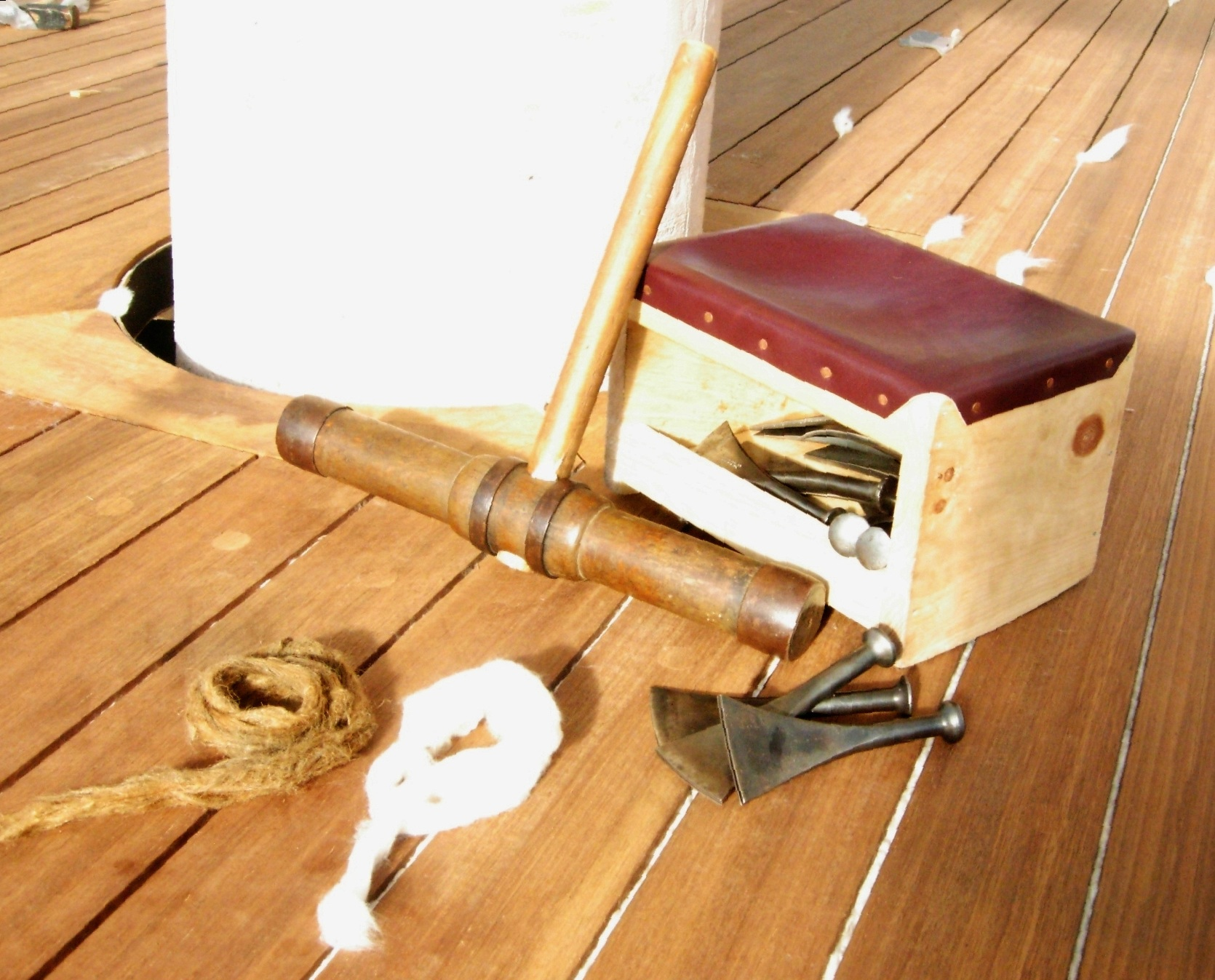
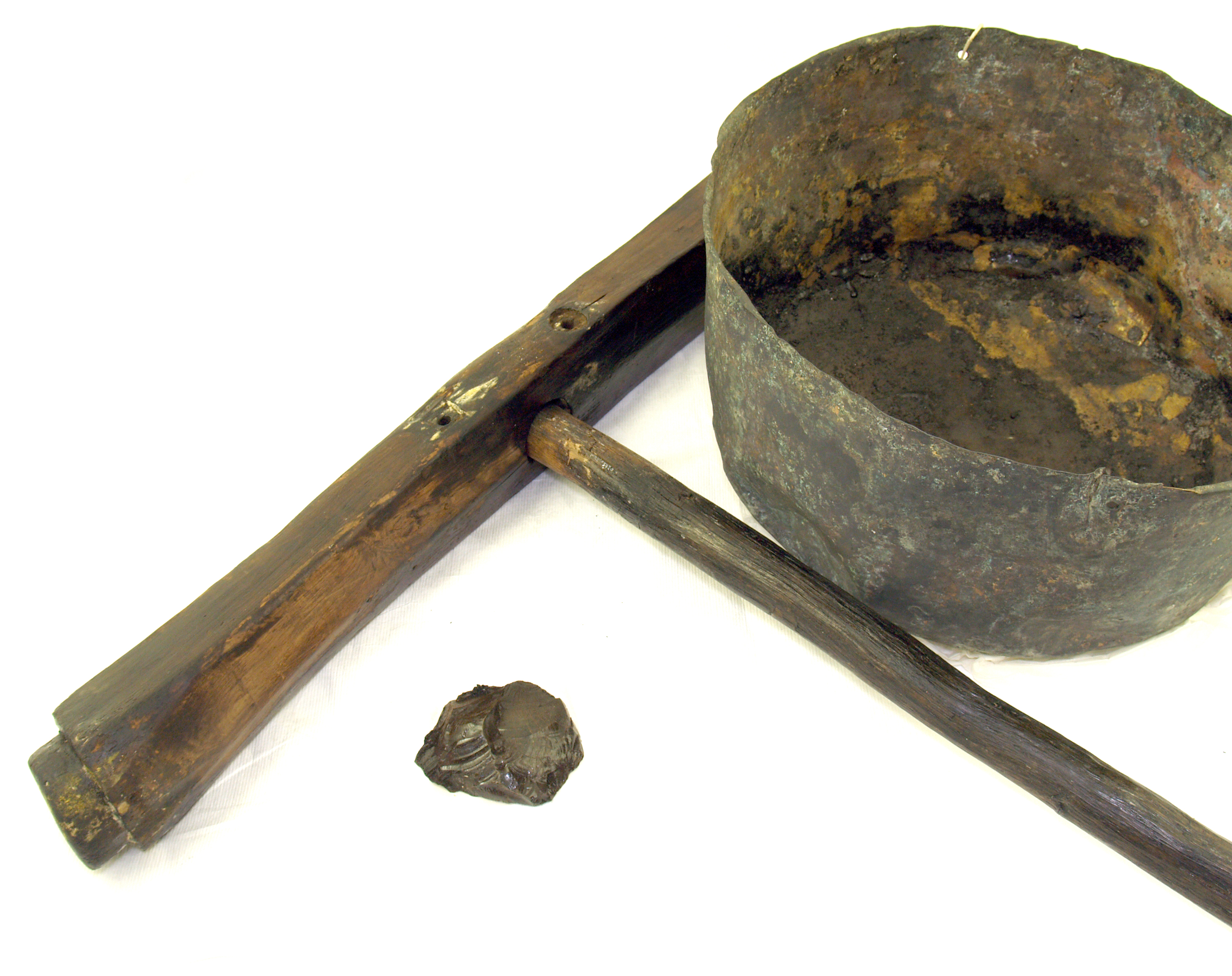
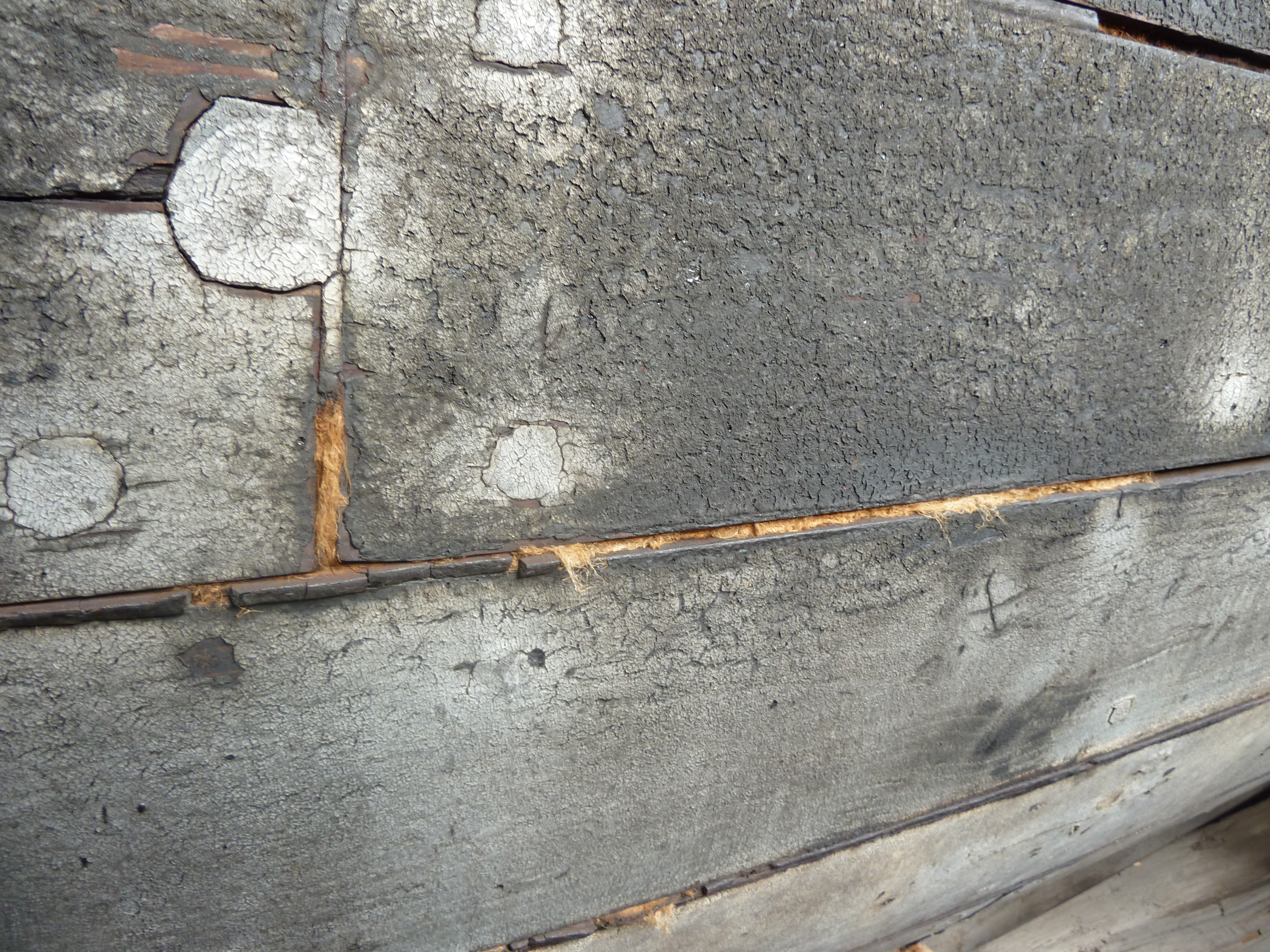

## هوامش
- ملاحظة 1 يقابلها (بالإنجليزية: caulking)‏